# Hanussen
A Hanussen (címváltozata: A próféta) 1988-ban bemutatott magyar–német–osztrák játékfilm. Rendezője Szabó István, aki a forgatókönyvet Dobai Péterrel közösen írta.
Az alkotók úgynevezett „német trilógia”-jának harmadik, befejező darabja (Mephisto (1981); Redl ezredes (1985); Hanussen).

## Történet
Az első világháború végén Klaus Schneider szakaszvezető (Klaus Maria Brandauer) fejsérülést szenved. A frontkórházban Bettelheim doktor (Erland Josephson) felfigyel páciense különleges hipnotizáló képességére és szeretné azt a gyógyításban felhasználni. Nowotny kapitány (Eperjes Károly) azonban a varieték csillogó világát kínálja. Előbb Bécsben tűnnek fel, ahol a volt szakaszvezető Hanussen néven lép fel, majd Berlinbe megy. Itt már nem csak hipnotizőri fellépéseivel arat sikereket, hanem látnokként is viselkedik, (nem tudni pontosan, hogy ebből mennyi a szerencse vagy a szélhámosság). A nemzetiszocialista párt nyilvánvaló erősödésekor „megjósolja” Hitler hatalomra jutását. Az új hatalom is fölfigyel rá, körüludvarolják, fogadásokra hívják. Egy ideig mintha sikerülne kézben tartania sorsát, kibúvókat találnia, de közben állandó bizonytalanságban él, mert érzi a veszélyt. A náci propagandafőnök kihasználja Hanussent: „megjósoltatja” vele a Reichstag leégését. Utána nincs tovább: Hanussen veszélyessé válhat, el kell tűnnie. Elviszik és az őszi erdőben egyszerűen agyonlövik.

## Szereplők
- Klaus Maria Brandauer (Klaus Schneider / Hanussen)
- Erland Josephson (Dr. Bettelheim)
- Bánsági Ildikó (Betti nővér)
- Walter Schmidinger (Propagandafőnök)
- Eperjes Károly (Nowotny)
- Grażyna Szapołowska (Valery de la Meer)
- Colette Pilz-Warren (Dagma)
- Cserhalmi György (Trantow-Waldbach gróf)
- Adrianna Biedrzyńska (Wally)

Jiří Adamira, Rátonyi Róbert, Andorai Péter, Eszenyi Enikő, Kerekes Éva, Sáfár Anikó, Ács János, Fodor Tamás, Lénárt István, Mácsai Pál, Müller Péter, Simó Sándor, Xantus János.

## Fogadtatása
A hatalom és az egyén különféle viszonyait, az egyén bukását bemutató történeti „trilógia” befejező részéről a korabeli hazai kritikának nem volt túl jó véleménye. Gazdag képi világát, látványos jeleneteinek kiállítását általában elismerték, de hiányolták az igazi drámát. Hanussen „nem tud igazán tragikus alakká magasztosulni, inkább olyan marionettfigura marad mindvégig, akinek egyszer csak elvágják a madzagjait.”
„Szabót most mintha elsősorban nem Hanussen sorsa érdekelné, hanem a közeg, az aura: a széteső, hanyatló apokaliptikus Közép-Európa, melynek vigiliájából szörnyű új rend hajnala világlik elő. Hanussen csak médium, báb ebben a világban.”
Ezt a filmjét maga a rendező is önkritikával említette: „Ez volt az a film, amellyel mindent elmondhattam volna, de a lehetőséget elszalasztottam. Egyszerűen mellébeszéltem.”

### Díjak, jelölések
- cannes-i filmfesztivál (1988)
  - jelölés: Szabó István (Arany Pálma)
- Félix-díj (1988)
  - jelölés: Klaus Maria Brandauer (legjobb férfi alakítás)
- Oscar-díj (1989)
  - jelölés: legjobb külföldi film
- Golden Globe-díj (1989)
  - jelölés: legjobb idegen nyelvű film
- Európai Filmdíj (1988)
  - jelölés: Klaus Maria Brandauer (legjobb férfi főszereplő)
- Independent Spirit Awards (1990)
  - jelölés: Szabó István (legjobb külföldi film)
- Arany Kamera (1991)
  - jelölés: Klaus Maria Brandauer (kiemelkedő alakítás)